# Рюховский сельсовет (Московская область)
Рюховский сельсовет — упразднённая административно-территориальная единица, существовавшая на территории Московской губернии и Московской области до 1939 года.
Рюховский сельсовет был образован в первые годы советской власти. В 1921 году он входил в состав Тимошевской волости Волоколамского уезда Московской губернии.
В 1924 году из Рюховского с/с был выделен Пагубинский с/с, а в 1927 — Иевлевский с/с.
По данным 1926 года в состав сельсовета входили 2 населённых пункта — Рюховское и Иевлево, а также 1 хутор.
В 1929 году Рюховский сельсовет был отнесён к Волоколамскому району Московского округа Московской области. При этом к нему были присоединены Иевлевский и Пагубинский с/с.
31 января 1936 года селение Холстниково было передано из Рюховского с/с в Привокзальный с/с.
4 января 1939 года Рюховский с/с был передан в новообразованный Осташёвский район.
13 июня 1939 года селение Пагубино было передано из Рюховского с/с в Привокзальный с/с Волоколамского района.
17 июля 1939 года Рюховский с/с был упразднён. При этом его территория была передана в Спасский с/с.